# Malarmat
Der Malarmat (Peristedion cataphractum, auch Panzerhahn, engl. armoured Searobin) kommt im Atlantik von den Britischen Inseln bis nach Angola und im Mittelmeer vor.
In Brehms Tierleben (3. Auflage, neuer Abdruck 1900) wird sein Aussehen folgendermaßen beschrieben:
"Der Leib ist gestreckt, im Querschnitte fast regelrecht achteckig [...]. Von der unteren Kinnlade hängen mehrere Bartfäden herab [...]. Die Panzerung besteht aus Schilden, die in 8 Reihen geordnet sind und zu 8 gekämmten Kielen sich erheben. In der ersten Rückenflosse stehen 7 dünne und biegsame Strahlen, die sich als Borsten über die Haut fortsetzen; in der zweiten zählt man 17 oder 18, in den mittellangen Brustflossen, vor denen 2 freie Stachelstrahlen liegen, 10, in den Bauchflossen 1 und 5, in der Afterflosse 18, in der Schwanzflosse 11 Strahlen. Die Färbung der Oberseite ist [...] rot, das auf den Seiten ins Goldige, auf dem Bauche ins Silberfarbige übergeht; die Bauchflossen sind rot, die Rückenflossen bräunlichviolett, die Afterflossen weiß. Die Länge beträgt 30 cm."
Mit seinem Rostrum (das aus dem vorragenden Nasalia-Paar besteht) gräbt der Malarmat auf der Suche nach Beute im Schlamm. Auf den beiden freien Flossenstrahlen, die vor den Brustflossen liegen, kann er genauso wie sein Verwandter, der Knurrhahn auf dem Meeresboden stehen oder laufen. Die erwachsenen Tiere halten sich bevorzugt in Tiefen von ca. 100–700 m auf. Die Angaben variieren hier je nach Quelle. Nur in der Laichzeit nähern sie sich der Küste. Die Jungtiere wachsen zunächst in Küstennähe auf, bevor sie in tiefere Gewässer abwandern.
Der Malarmat wird auch befischt und als Speisefisch verwendet:
"An den Küsten der Provence und in Spanien soll man den Panzerfisch das ganze Jahr über fischen und seines ausgezeichneten Fleisches wegen hoch in Ehren halten. Die Zubereitung ist aus dem Grunde eine eigentümliche, weil der Panzer jedem Küchenmesser Widerstand leistet; unser Malarmat wird deshalb, wenn er gekocht werden soll, erst gebrüht und dann geschuppt oder, wenn er gebraten werden soll, durch die Mundöffnung ausgeweidet, mit Butter wieder ausgefüllt und nunmehr in die Pfanne gelegt und gebraten, bis sich die Schuppen lösen." (Aus Brehms Tierleben; 3. Auflage, 1900)

## Anmerkung
1. ↑  daher der wissenschaftliche Name περιστήδιον "das Vorragende", Lacėpède 1801.